# Myhejan
Myhejan (albanska: Dinaj, Kortoçaj, Memiaj, Myhejani) är en kommun i Albanien.   Den ligger i distriktet Rrethi i Tropojës och prefekturen Qarku i Kukësit, i den norra delen av landet, 120 km norr om huvudstaden Tirana. Antalet invånare är 3 550.
Trakten runt Myhejan består till största delen av jordbruksmark.  Runt Myhejan är det glesbefolkat, med 18 invånare per kvadratkilometer.